# Foro di risonanza
Un foro di risonanza è un'apertura praticata sulla tavola armonica di uno strumento musicale cordofono. Mette in comunicazione l'aria all'interno della cassa con quella all'esterno e riveste un ruolo importante nell'acustica dello strumento.

## Influenza sull'acustica dello strumento
Oltre ad aiutare la proiezione del suono dello strumento, i fori di risonanza permettono la risonanza di Helmholtz dell'aria all'interno della cassa acustica, influenzandone anche l'intonazione in base alle proprie caratteristiche geometriche. Fungono da sistema oscillante secondario, contribuendo in maniera significativa alla risonanza dello strumento. Dal punto di vista meccanico, indeboliscono la tavola armonica e ne alterano la rigidità, influendo sul modo di oscillazione della stessa.

## Tipologie di fori
Esistono differenti tipologie di fori di risonanza, che caratterizzano diversi tipi di strumenti.
- fori a C: hanno la forma della lettera C, con le punte rivolte all'esterno; erano impiegati nelle viole da gamba.
- fori a ƒ: ricordano la forma della lettera f in corsivo, sono impiegati negli strumenti della famiglia del violino, della famiglia del mandolino, della nuova famiglia del violino e in molte chitarre semiacustiche.
- fori a D: hanno il bordo a forma di una lettera D maiuscola, sono impiegati nelle lire ad arco.
- fori a forma di fiamma: usati tipicamente sulla viola d'amore.
- fori circolari: sono impiegati ad esempio nella chitarra classica. In altri strumenti, come alcuni mandolini, possono essere ovali.
- fori a rosetta: sono un traforo, di solito riccamente decorato. Venivano usati comunemente negli strumenti antichi, come liuti, tiorbe o nella chitarra barocca.

I fori a ƒ, a fiamma o a D si trovano solitamente a coppie, uno ad ogni lato del ponticello, mentre quelli circolari di solito sono unici e in posizione centrale. Anche i fori a rosetta solitamente sono centrali e può trattarsi di un'unica grande rosetta o talvolta di tre rosette ravvicinate. Alcune chitarre elettroacustiche hanno un singolo foro ad effe su un lato. Certi strumenti antichi, come la viola d'amore e alcune viole da gamba avevano, oltre ai consueti fori vicino al ponticello, un'ulteriore foro a rosetta sotto la tastiera.
Esistono alcune tipologie alternative e recenti di fori, come quelli delle chitarre Ovation, che impiegano un insieme di fori piccoli invece di un unico grande foro (in combinazione a particolari materiali compositi impiegati per realizzare la tavola armonica). Le chitarre Tacoma Wing Series hanno i fori sulla fascia superiore sinistra, una zona dello strumento soggetta a minori tensioni rispetto al piano. Alcune chitarre hanno dei fori supplementari sulle fasce, detti soundport, collocati solitamente sulla fascia sinistra, che aumentano l'emissione sonora e permettono al musicista di sentirsi meglio.

## Galleria d'immagini

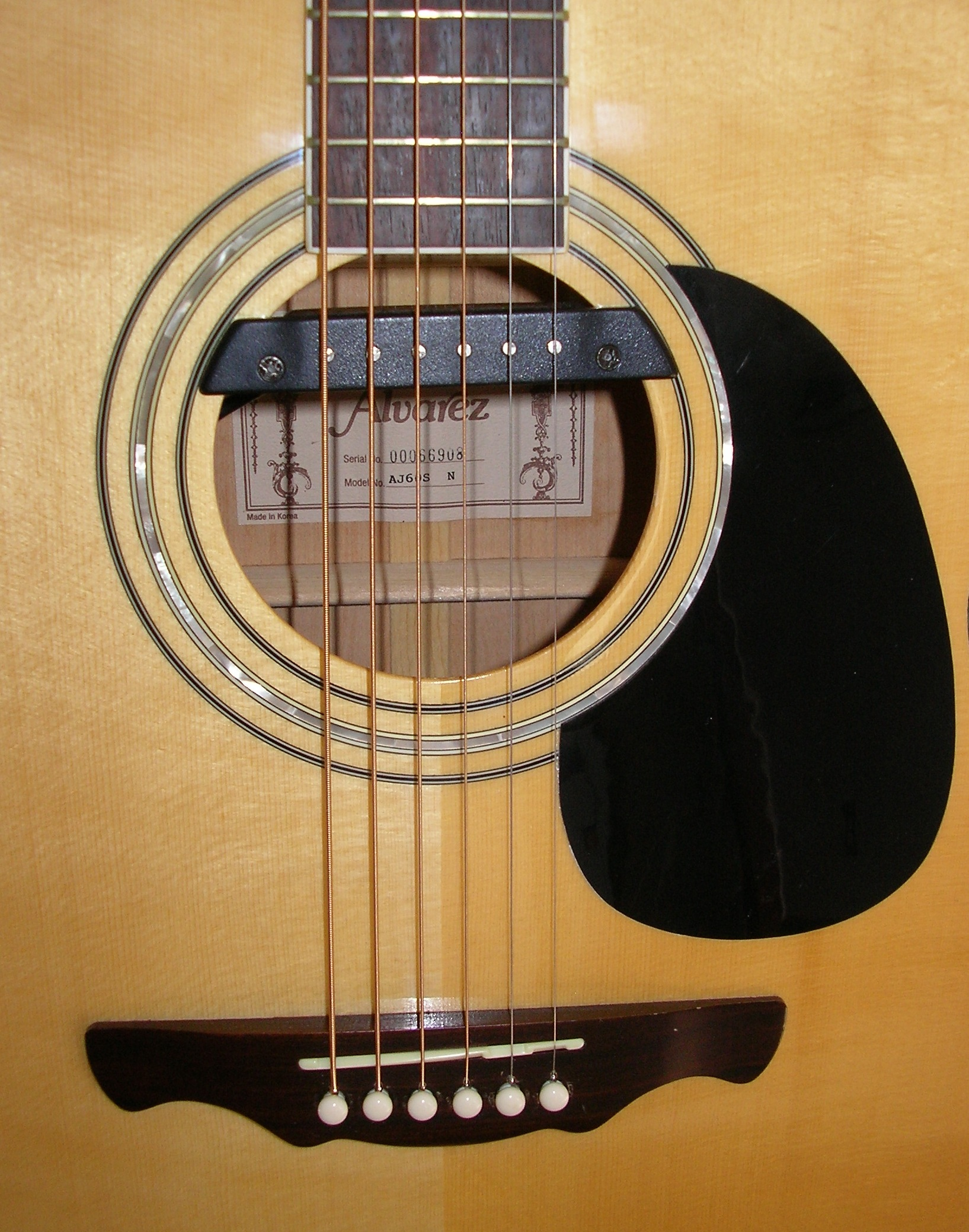
Foro circolare di una chitarra
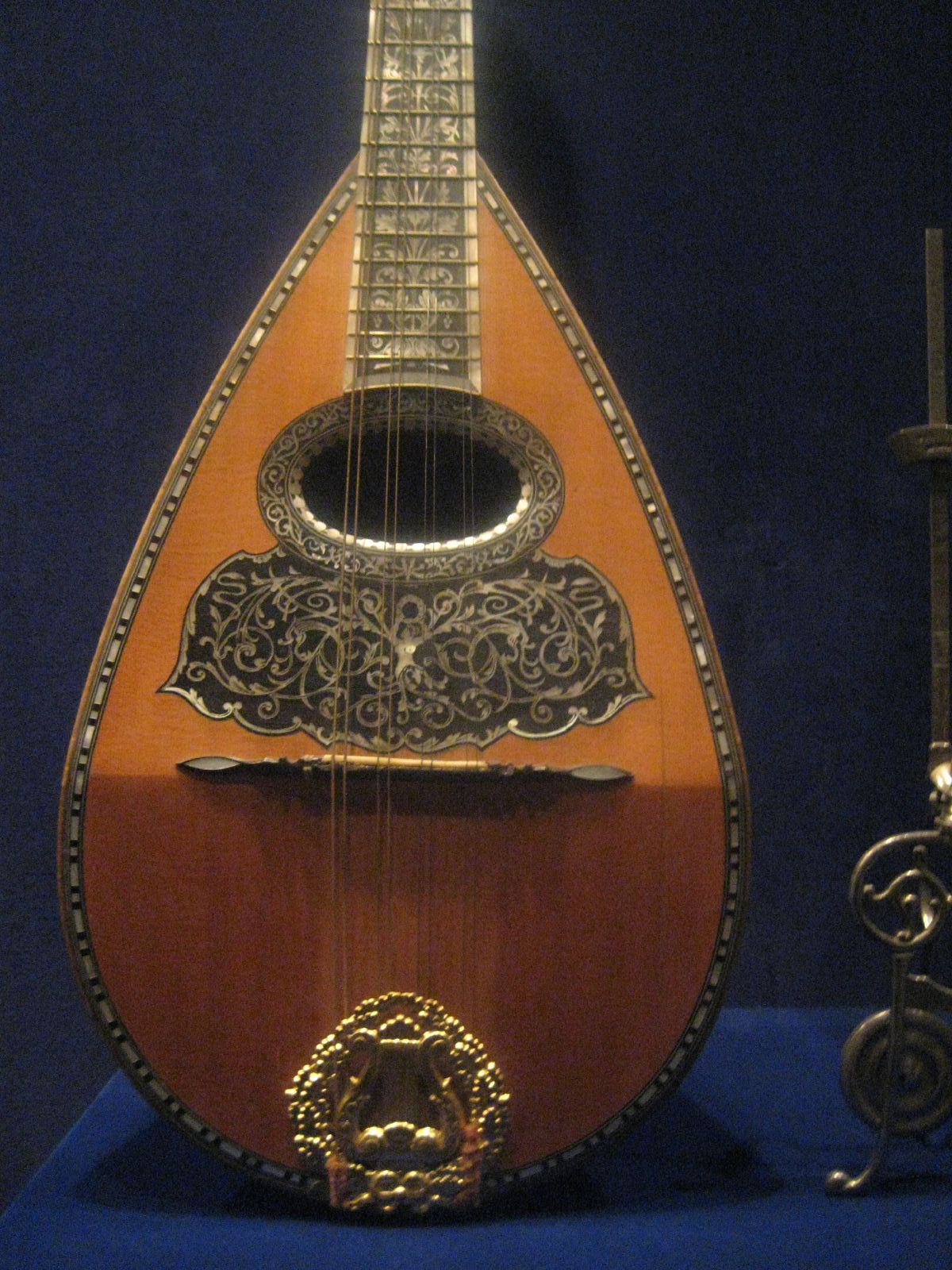
Foro ovale di un mandolino napoletano
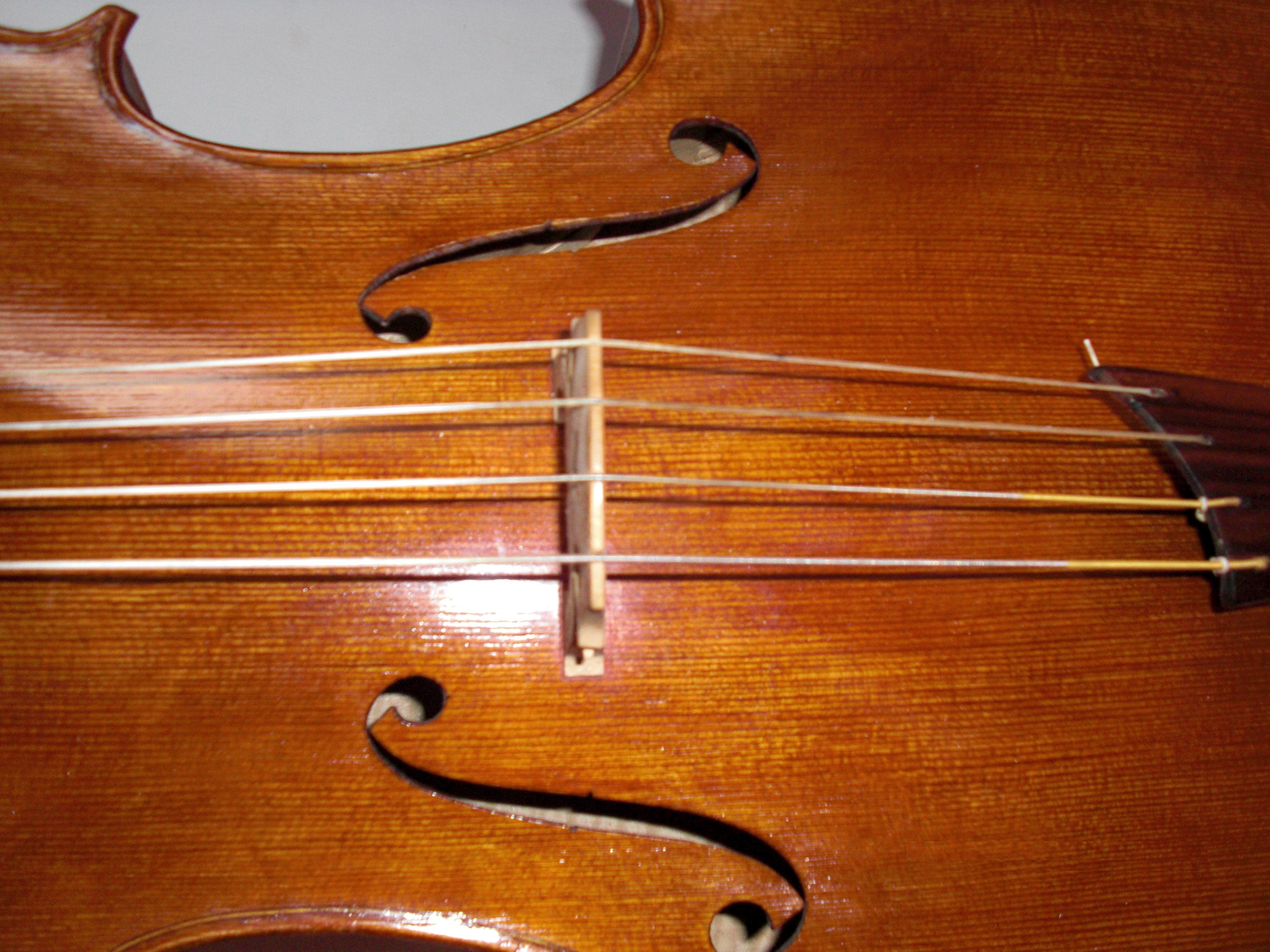
ƒƒ di un violoncello
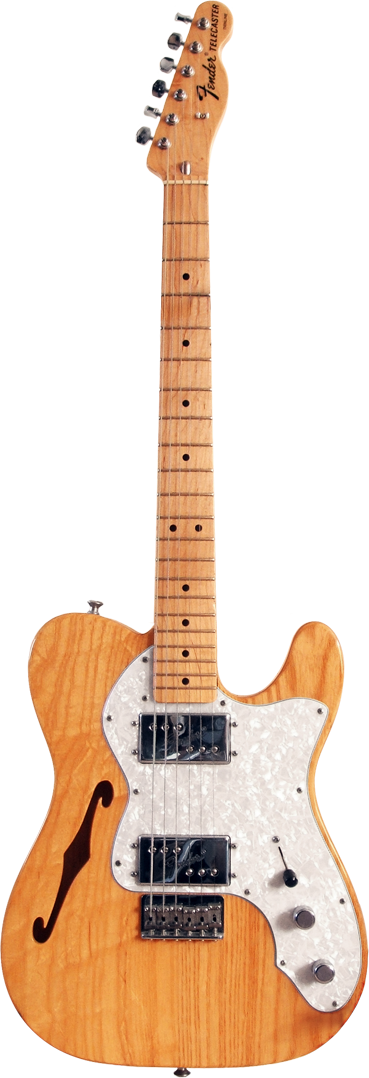
Effe singola di una Fender Telecaster Thinline
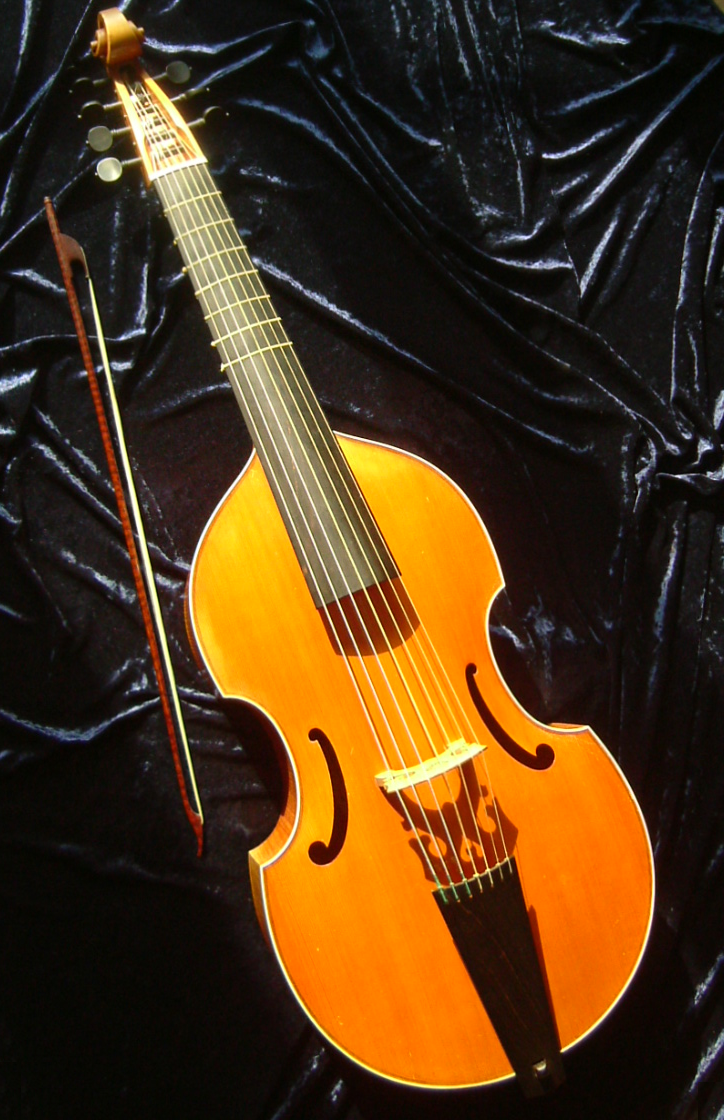
Fori a C di una viola da gamba
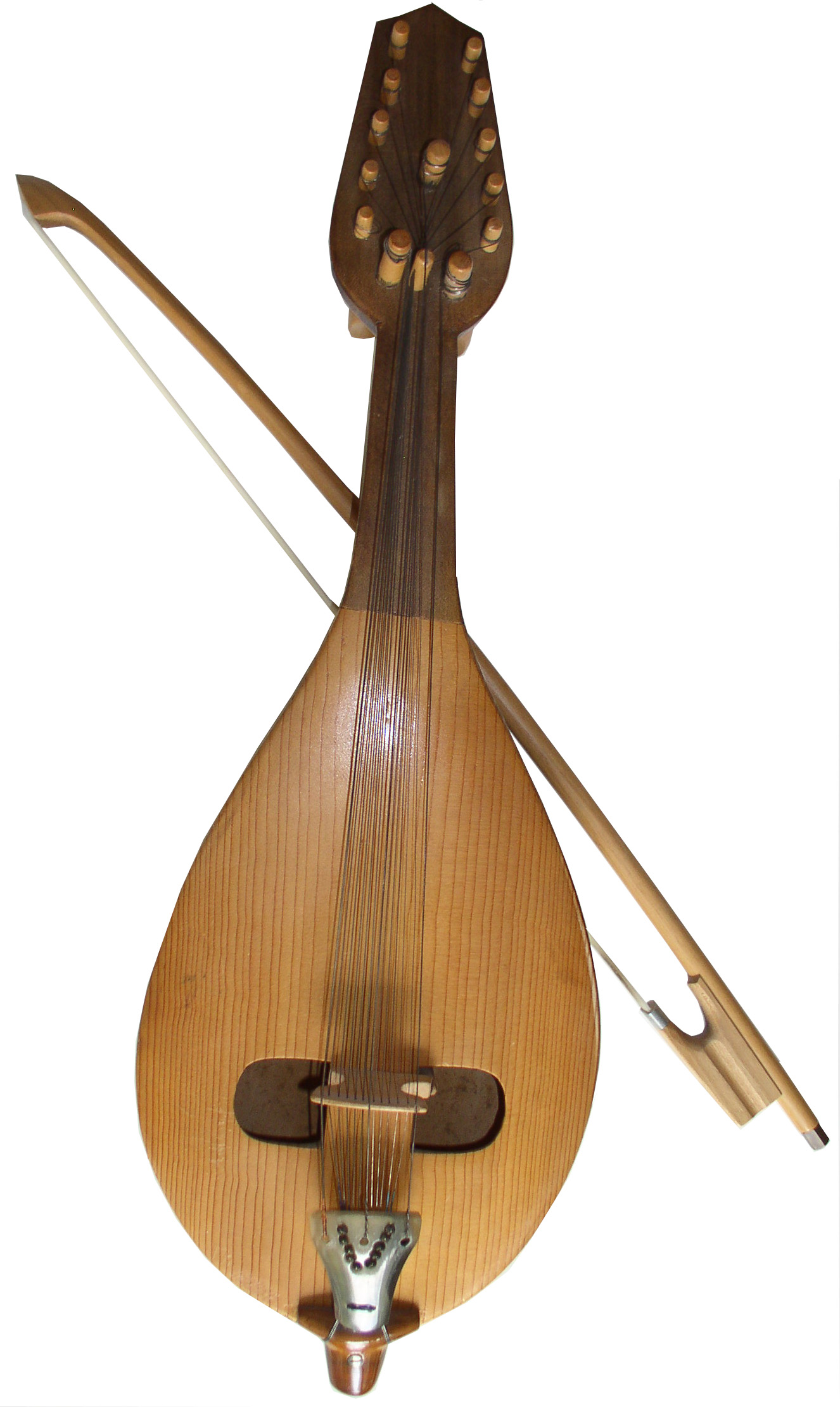
Fori a D di una gadulka
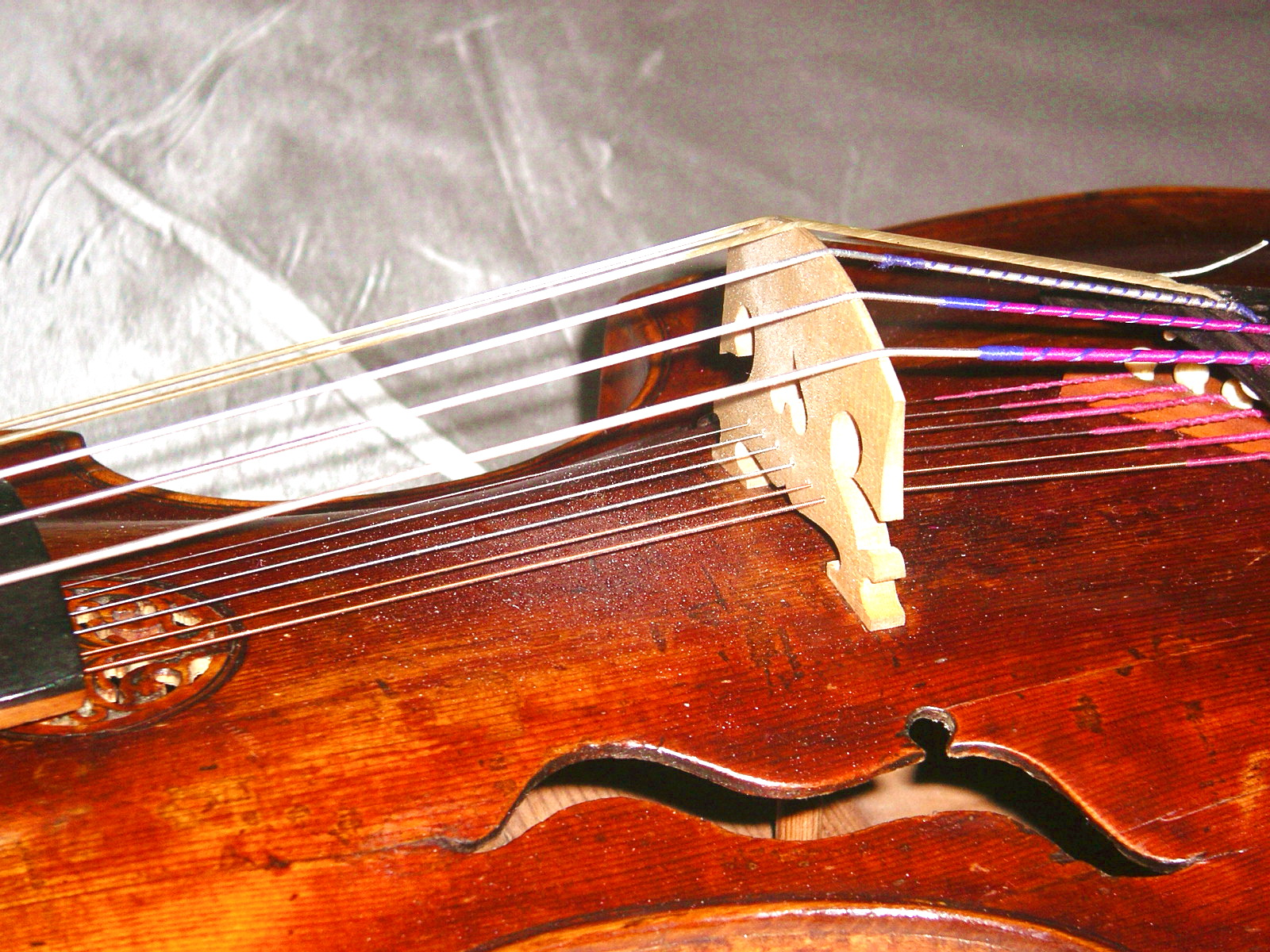
Una viola d'amore, con una coppia di fori a forma di fiamma e un foro a rosetta sotto la tastiera
Una tiorba con tripla rosetta
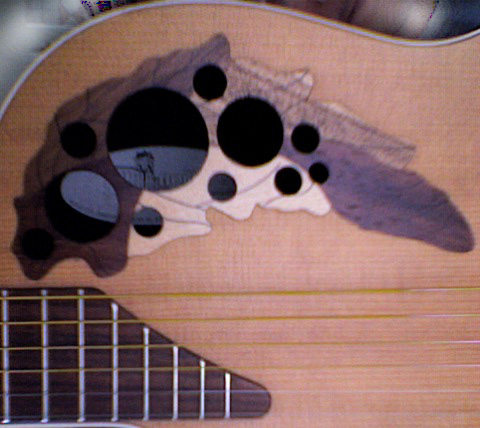
Fori multipli di una chitarra Ovation Adamas